# اچ‌ام‌اس اوزیریس (ان۶۷)
اچ‌ام‌اس اوزیریس (ان۶۷) (به انگلیسی: HMS Osiris (N67)) یک زیردریایی بود که طول آن ۲۸۳ فوت ۶ اینچ (۸۶٫۴۱ متر) بود. این زیردریایی  در سال ۱۹۲۸ ساخته شد.